# Cagiva C591
La Cagiva C591 è una moto da competizione prodotta dalla casa motociclistica Italiana Cagiva, il cui nome è formato dall'unione di più lettere e numeri "C", "5" e "91", dove "C" sta per "Cagiva", "5" sta per "500" (come la classe del mondiale e la cilindrata), "91" sta per 1991 (anno in cui è stato portato in gara il modello), questa moto da competizione corse nel motomondiale del 1991 con alla guida Eddie Lawson con il numero 7.
Venne progettata dall'ingegnere Nicola Materazzi.
La C591 venne guidato successivamente anche da Randy Mamola, John Kocinski, Doug Chandler, Alex Barros, Mat Mladin. 
Ottenne due podi nel Motomondiale 1991, di cui un terzo posto a Misano.